# Internationale Filmfestspiele von Cannes 2011

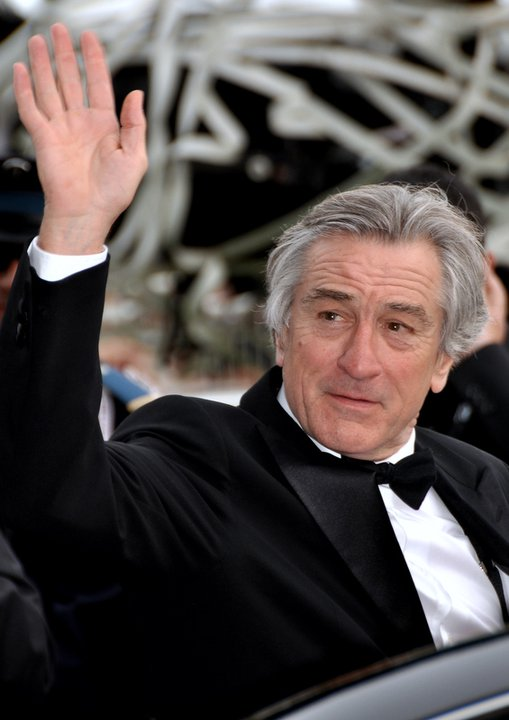
Robert De Niro als Präsident der Festivaljury in Cannes

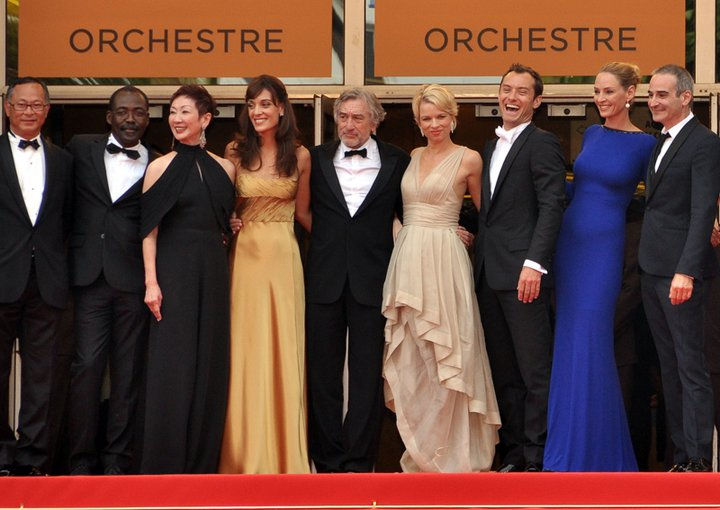
Die Wettbewerbsjury, v. li. n. re.: Johnnie To, Mahamat-Saleh Haroun, Nansun Shi, Martina Gusman, Robert De Niro, Linn Ullmann, Jude Law, Uma Thurman und Olivier Assayas

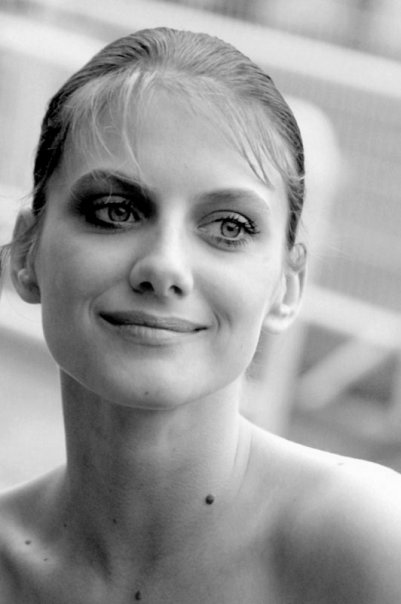
Mélanie Laurent, Moderatorin der Eröffnungszeremonie und abschließenden Preisverleihung

Die 64. Internationalen Filmfestspiele von Cannes fanden vom 11. bis 22. Mai 2011 statt. Eröffnet wurde das Filmfestival mit Woody Allens außerhalb des Wettbewerbs laufender Komödie Midnight in Paris. Als Abschlussfilm wurde der französische Beitrag Les Bien-aimés von Christophe Honoré benannt, der ebenfalls außer Konkurrenz gezeigt wurde. Der internationalen Jury, die unter anderem die Goldene Palme – den Hauptpreis des Festivals – vergab, stand der US-Amerikaner Robert De Niro vor. Den Hauptpreis gewann der US-amerikanische Beitrag The Tree of Life von Terrence Malick. Einen Eklat durch umstrittene Aussagen zu Adolf Hitler löste der dänische Wettbewerbsteilnehmer Lars von Trier (Melancholia) aus, der daraufhin als „Persona non grata“ des Festivals verwiesen wurde.
Mit über 1700 eingegangenen Vorschlägen für den Wettbewerb wurden mehr Filme als im Jahr 2010 eingereicht. Dies geschah das erste Mal auch mittels Datenübertrag über das Internet. Nachdem der künstlerische Leiter des Festivals, Thierry Frémaux, im Vorjahr aufgrund der Finanzkrise von einem schwierigen Auswahlprozess gesprochen hatte, sei die Krise nun überwunden. Die offiziellen Sektionen zeigten mehr als 49 Spielfilme aus 33 Ländern. Parallel zum Festival fand der Filmmarkt von Cannes (frz.: Marché du film) statt. Dieser stellt das größte Branchentreffen dar, auf dem Filmrechte gekauft und veräußert werden.
Anfang April 2011 gab die Festivalleitung bekannt, die Goldene Palme auch als Ehrenpreis zu verleihen. Ab 2011 zeichnete alljährlich während der Eröffnungszeremonie eine „Ehrenpalme“ (französisch Palme d’honneur) wichtige Filmemacher aus, deren Werk maßgebend war, jedoch nie mit einer regulären Goldenen Palme prämiert wurde. Erster Preisträger war der italienische Filmemacher Bernardo Bertolucci, der 1981 mit Die Tragödie eines lächerlichen Mannes und 1996 mit Gefühl und Verführung erfolglos um den Hauptpreis konkurriert hatte. Eine weitere Neuerung ist ab 2011 alljährlich die Ernennung eines „Gastlandes“, dessen Filme während des Wettbewerbs gezeigt werden. Bei der 64. Auflage war dies Ägypten. Vier Tage vor Festivalbeginn wurde außerdem die Aufführung zweier Filme von Jafar Panahi (Dies ist kein Film) und Mohammad Rasulof (Bé omid é didar) bekanntgegeben. Die beiden iranischen Regisseure waren Ende 2010 in ihrer Heimat zu einer mehrjährigen Haftstrafe und Berufsverbot verurteilt worden.
Das offizielle Festivalplakat wurde Anfang April 2011 vorgestellt. Als Motiv wurde wie schon in den Vorjahren eine Schauspielerin ausgewählt – eine Schwarz-Weiß-Fotografie der US-Amerikanerin Faye Dunaway, aufgenommen 1970 von Jerry Schatzberg. „Als Muster von Kultiviertheit und Eleganz verkörpert das Bild den filmischen Traum, den das Festival de Cannes aufrechterhalten möchte“, so die offizielle Presseerklärung. Schatzberg hatte 1973 für Asphalt-Blüten den Hauptpreis gewonnen, nachdem er drei Jahre zuvor den Film Puzzle of a Downfall Child mit Dunaway in der Hauptrolle in Cannes vorgestellt hatte. Eine restaurierte Fassung von Puzzle of a Downfall Child wurde auf dem Filmfestival in Anwesenheit von Dunaway und Schatzberg gezeigt.

## Offizielle Auswahl

### Internationaler Wettbewerb

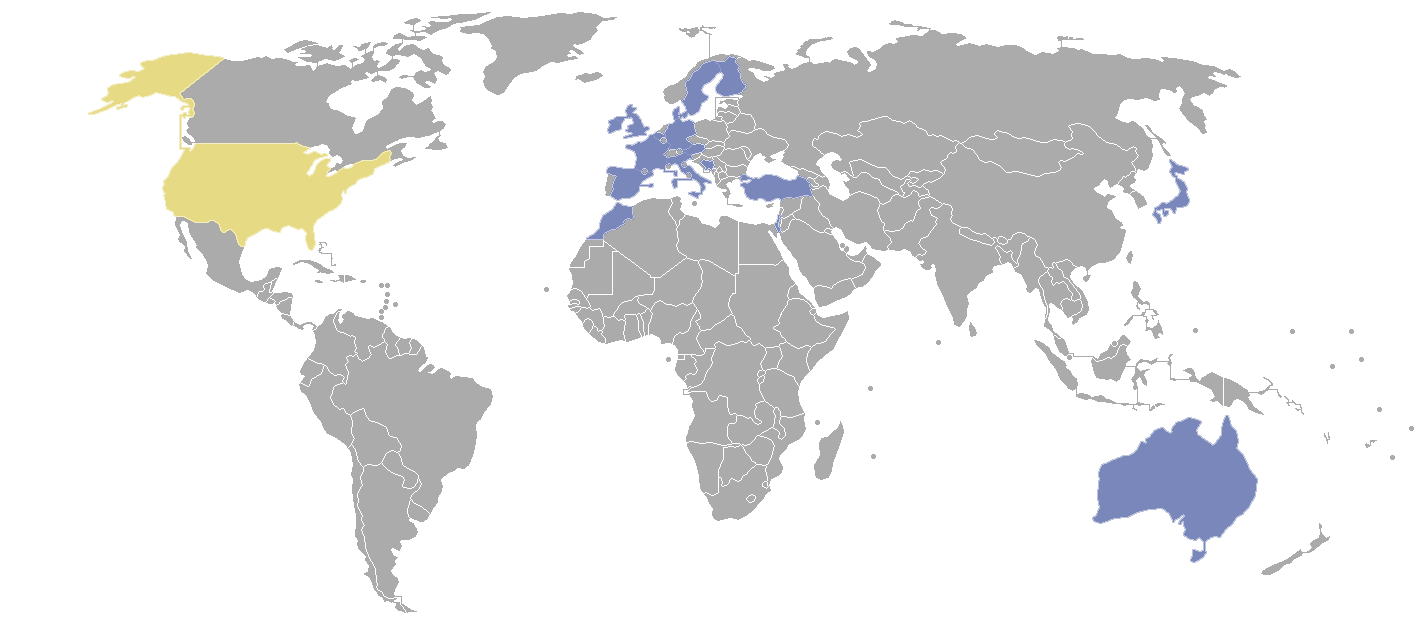
Länder, die im Wettbewerb um die Goldene Palme für den besten Spielfilm vertreten waren (inkl. Koproduktionsländer).

#### Wettbewerbsjury
Als Nachfolger des letztjährigen Jurypräsidenten Tim Burton wurde Anfang Januar 2011 in Paris der US-amerikanische Schauspieler, Regisseur und Produzent Robert De Niro präsentiert. Der zweifache Oscar-Preisträger gilt als einer der besten Filmschauspieler seiner Zeit und war im Verlauf seiner Karriere mit acht Filmen in Cannes vertreten – Taxi Driver (1976) und Mission (1986) gewannen den Hauptpreis des Festivals. Mit dem Juryvorsitz zollten die Festivalorganisatoren auch De Niros Rolle als Gründer des New Yorker Tribeca Film Festivals Respekt. Er war nach Burton (2010) und Sean Penn (2008) der dritte US-amerikanische Jurypräsident innerhalb der letzten vier Jahre.
Wie in den Vorjahren standen dem Jurypräsidenten acht Jurymitglieder zur Seite. Es handelte sich fast ausschließlich um Filmschaffende:
- Olivier Assayas – französischer Regisseur (dreimaliger Teilnehmer am Wettbewerb von Cannes)
- Martina Gusmán – argentinische Schauspielerin und Filmproduzentin
- Mahamat-Saleh Haroun – Tschader Regisseur (Preis der Jury 2010)
- Jude Law – britischer Schauspieler
- Nansun Shi – chinesische Filmproduzentin
- Uma Thurman – US-amerikanische Schauspielerin
- Johnnie To – chinesischer Regisseur und Filmproduzent aus Hongkong (zweimaliger Teilnehmer am Wettbewerb von Cannes)
- Linn Ullmann – norwegische Journalistin und Autorin

Die französische Schauspielerin Mélanie Laurent moderierte als Gastgeberin („maîtresse de cérémonie“) die Auftaktzeremonie am 11. Mai und die Preisgala am 22. Mai, wie Anfang März 2011 bekanntgegeben wurde. Sie folgte damit der Britin Kristin Scott Thomas.

#### Konkurrenten um die Goldene Palme

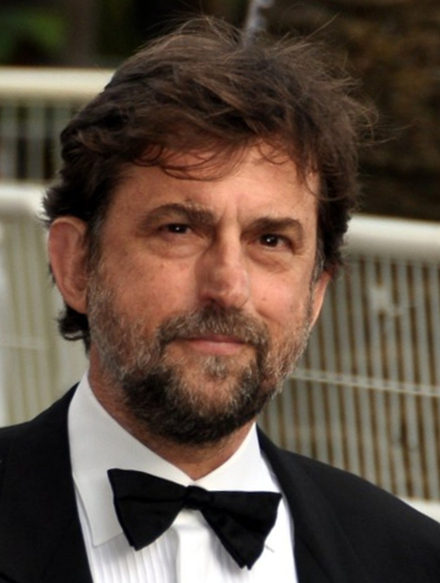
Nanni Moretti bei der Vorstellung seines Films Habemus Papam in Cannes

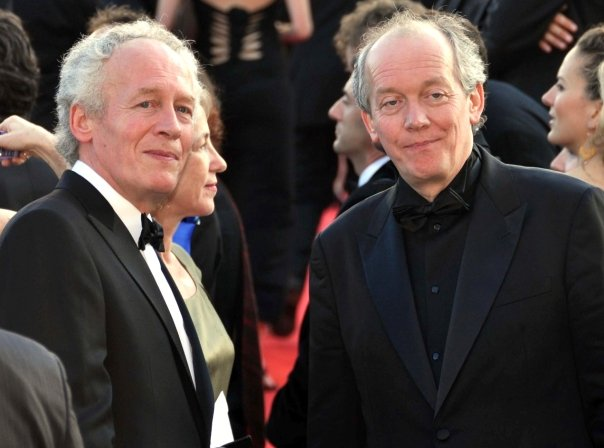
Die Brüder Dardenne (Le Gamin au Vélo)

Das offizielle Wettbewerbsprogramm wurde am 14. April 2011 von Thierry Frémaux und Festivalpräsident Gilles Jacob in Paris der Öffentlichkeit vorgestellt. 20 Filmproduktionen von Regisseuren aus 14 Ländern konkurrierten um die Goldene Palme, den Hauptpreis des Festivals, darunter erneut viele Autorenfilmer. In den Vorjahren waren 20 bis 22 Spielfilme in den Wettbewerb eingeladen worden.
Dreizehn der zwanzig Filmproduktionen stammten aus Europa, jeweils zwei aus Japan und den Vereinigten Staaten sowie jeweils eine aus Australien, Israel und der Türkei. Neun der zwanzig Regisseure (Joseph Cedar, Michel Hazanavicius, Julia Leigh, Maïwenn, Radu Mihăileanu, Takashi Miike, Lynne Ramsay, Nicolas Winding Refn und Markus Schleinzer) waren zum ersten Mal im Wettbewerb vertreten. Das belgische Brüderpaar Jean-Pierre und Luc Dardenne (1999 für Rosetta und 2005 für Das Kind), der Italiener Nanni Moretti (2001 für Das Zimmer meines Sohnes) und der Däne Lars von Trier (2000 für Dancer in the Dark) wurden in der Vergangenheit bereits mit dem Hauptpreis ausgezeichnet. Ein historischer Sieg wäre die Prämierung von Le Gamin au Vélo der Dardennes gewesen – bisher konnte kein Regisseur mehr als zweimal in Cannes triumphieren. In dem Film steht ein zwölfjähriger Junge (gespielt von Thomas Doret) im Mittelpunkt, der das Kinderheim verlässt um seinen Vater zu suchen und dabei von einer Friseuse (gespielt von Cécile de France) unterstützt wird. Moretti präsentierte mit Habemus Papam die Beziehung eines neu gewählten Papstes (Michel Piccoli) zu seinem Psychiater (Moretti). Von Trier erzählte nach Antichrist in seinem Werk Melancholia von zwei Schwestern (Kirsten Dunst und Charlotte Gainsbourg) und ihren Familien, die alle von einem die Erde treffenden Planeten bedroht werden.
Am häufigsten waren französische Filmregisseure vertreten – Bertrand Bonello, Alain Cavalier, Maïwenn und Michel Hazanavicius. Bonello (L’Apollonide – Souvenirs de la maison close) erzählt von Pariser Prostituierten in einem Bordell zu Beginn des 20. Jahrhunderts, während Maïwenn (Polisse) vom Alltag einer Polizeibrigade aus dem Bereich Jugendschutz berichtet. Cavaliers Film Pater nannte Frémaux eines der „bizarrsten Dinge, die das Festival in diesem Jahr vorlegen wird“. Michel Hazanavicius später Oscar-prämierter Schwarzweißfilm The Artist sollte ursprünglich außer Konkurrenz gezeigt werden, wurde aber eine Woche vor Beginn des Festivals als 20. Teilnehmer im Wettbewerb um die Goldene Palme bekanntgegeben. Die romantische Tragikomödie spielt im Hollywood des Jahres 1927 und erzählt von einem erfolgreichen Stummfilmstar (gespielt von Jean Dujardin), dem der Übergang zum Tonfilm nicht gelingt, während eine junge Tänzerin (Bérénice Bejo) das nun sprechende Medium als Karrieresprungbrett nutzt. Die Tageszeitung Le Figaro registrierte, dass in der französischen Auswahl unter anderem Le terminus des anges von André Téchiné, Les bien-aimés von Christophe Honoré (der spätere Abschlussfilm des Festivals), L’ordre et la morale von Mathieu Kassovitz, Omar – Ein Justizskandal des Schauspielers Roschdy Zem sowie Poulet aux prunes von Marjane Satrapi und Vincent Paronnaud fehlen würden. Die Libération attestierte einen scheinbar „spannenden Wettbewerb auf dem Papier“ und das die Festivalleitung eindeutig eine radikale Wahl getroffen und nicht auf „Standard-Produkte“ vertraut hätte. Neben dem Fehlen von Honoré und Satrapi wies sie auch auf die Abwesenheit der Regisseure David Cronenberg, Alexander Sokurow, Dominik Moll, Lou Ye (Love and Bruises mit Tahar Rahim in der Hauptrolle), Wong Kar-Wai, Steven Soderbergh und Alexander Payne hin.
Neben Maïwenn waren drei weitere Regisseurinnen im Wettbewerb vertreten, so viele wie noch nie zuvor. Die Japanerin Naomi Kawase stellt Hanezu no Tsuki vor, während die australische Autorin Julia Leigh in ihrem Spielfilmdebüt Sleeping Beauty eine junge Studentin (Emily Browning) in den Mittelpunkt stellt, die auf einen merkwürdigen Nebenjob stößt. Die Schottin Lynne Ramsay verfilmte mit We Need to Talk About Kevin den gleichnamigen preisgekrönten Roman von Lionel Shriver in dem Tilda Swinton als Mutter eines jugendlichen Amokschützen zu sehen ist.
Als einziger deutschsprachiger Regisseur erhielt der Österreicher Markus Schleinzer eine Einladung nach Cannes. Schleinzer, der zuvor als Schauspieler und mit Michael Haneke als Casting-Direktor zusammengearbeitet hatte, erzählt in seinem Debütfilm Michael von einem 35-jährigen Mann, der einen kleinen Jungen gefangenhält. Bei der ORF-Koproduktion. Während sich der dänische Regisseur Nicolas Winding Refn für den US-amerikanischen Action-Thriller Drive über einen namenlosen Hollywood-Stuntman und Gelegenheitsfluchtwagenfahrer bei Banküberfällen verantwortlich zeichnete, war als einziger US-amerikanischer Regisseur Terrence Malick (Regiepreis 1979 für In der Glut des Südens) mit The Tree of Life vertreten. Das viel antizipierte Drama mit Brad Pitt und Sean Penn in den Hauptrollen war bereits als Teilnehmer für die letztjährige Auflage des Festivals erwartet worden. Ebenfalls in den USA spielt Paolo Sorrentinos Krimidrama Cheyenne – This Must Be the Place, in dem Sean Penn als gelangweilter Rockmusiker nach dem Scharfrichter seines Vaters, einem ehemaligen Nazi (Heinz Lieven), sucht.
Zum weiteren Teilnehmerfeld gehörten Aki Kaurismäkis Le Havre. In dem Film spielt André Wilms einen ehemaligen Pariser Literaten und Bohémien, der sich im freiwilligen Exil – der titelgebenden französischen Hafenstadt – als Schuhputzer verdingt und sich eines illegalen Flüchtlingskindes aus Afrika annimmt. Der Japaner Takashi Miike drehte mit Ichimei (englischsprachiger Titel: Hara-Kiri: Death of a Samurai) eine Neuverfilmung des Samuraifilms Harakiri (1962) von Masaki Kobayashi. Radu Mihăileanu nahm sich in Quelle der Frauen den Frauen eines kleinen Dorfes in Nordafrika an, die sich weigern, der Tradition folgend Wasser aus der Bergregion zu bringen. Der Spanier Pedro Almodóvar, zum vierten Mal in den Wettbewerb eingeladen, präsentierte mit La piel que habito eine Rachegeschichte um einen Chirurgen (gespielt von Antonio Banderas), der Vergeltung an dem mutmaßlichen Vergewaltiger seiner Tochter übt. Der Israeli Joseph Cedar legte mit Hearat Shulayim (Footnote) eine intellektuelle Komödie vor.
Neben dem Eröffnungsfilm Midnight in Paris von Woody Allen wurde unter anderem Rob Marshalls Fluch der Karibik – Fremde Gezeiten außer Konkurrenz gezeigt in dem erneut Johnny Depp und Geoffrey Rush sowie Penélope Cruz die Hauptrollen bekleiden. Ebenfalls außerhalb des Wettbewerbs lief Jodie Fosters Regiearbeit The Beaver. Mel Gibson schlüpft an der Seite von Jennifer Lawrence in die Rolle eines aufgewühlten Geschäftsführers, der eine Biber-Handpuppe als alleiniges Kommunikationsmittel adoptiert. Der Franzose Xavier Durringer widmete sich in seinem Spielfilm La Conquête dem Aufstieg des amtierenden französischen Präsidenten Nicolas Sarkozy (dargestellt von Denis Podalydès). Erstmals in der Festivalgeschichte wurde damit ein amtierender Präsident Frankreichs in einem Spielfilm vorgeführt.

#### Spielfilme
Eine Übersicht über die 20 Spielfilmproduktionen, die um die Goldene Palme konkurrierten. Diese wurden aus 1715 eingegangenen Vorschlägen ausgewählt.
| Film                                                             | Regie                             | Land                                        | Darsteller (Auswahl)                                                       |
| ---------------------------------------------------------------- | --------------------------------- | ------------------------------------------- | -------------------------------------------------------------------------- |
| L’Apollonide – Souvenirs de la maison close (House of Tolerance) | Bertrand Bonello                  | Frankreich                                  | Hafsia Herzi, Céline Sallette, Adèle Haenel, Jasmine Trinca                |
| The Artist                                                       | Michel Hazanavicius               | Frankreich                                  | Jean Dujardin, Bérénice Bejo, John Goodman                                 |
| Bir Zamanlar Anadolu’da (Once Upon a Time in Anatolia)           | Nuri Bilge Ceylan                 | Türkei, Bosnien und Herzegowina             | Muhammet Uzuner, Yılmaz Erdoğan, Taner Birsel                              |
| Drive                                                            | Nicolas Winding Refn              | USA                                         | Ryan Gosling, Carey Mulligan, Ron Perlman                                  |
| Le Gamin au Vélo (Boy With a Bike)                               | Jean-Pierre Dardenne Luc Dardenne | Belgien, Frankreich, Italien                | Cécile de France, Thomas Doret, Jérémie Renier                             |
| Habemus Papam                                                    | Nanni Moretti                     | Italien, Frankreich                         | Nanni Moretti, Michel Piccoli, Margherita Buy                              |
| Hanezu no Tsuki                                                  | Naomi Kawase                      | Japan                                       | Tohta Komizu, Hako Oshima, Tetsuya Akikawa                                 |
| Hearat Shulayim (Footnote)                                       | Joseph Cedar                      | Israel                                      | Shlomo Bar-Aba, Lior Ashkenazi                                             |
| Ichimei (Hara-Kiri: Death of a Samurai)                          | Takashi Miike                     | Japan                                       | Ebizō Ichikawa, Kōji Yakusho, Hikari Mitsushima, Eita                      |
| Le Havre                                                         | Aki Kaurismäki                    | Finnland, Frankreich, Deutschland           | André Wilms, Kati Outinen, Jean-Pierre Darroussin                          |
| Melancholia                                                      | Lars von Trier                    | Dänemark, Schweden, Frankreich, Deutschland | Kirsten Dunst, Charlotte Gainsbourg, Kiefer Sutherland, Charlotte Rampling |
| Michael                                                          | Markus Schleinzer                 | Österreich                                  | Michael Fuith, David Rauchenberger, Christine Kain                         |
| La piel que habito (The Skin I Live In)                          | Pedro Almodóvar                   | Spanien                                     | Antonio Banderas, Elena Anaya, Marisa Paredes                              |
| Pater                                                            | Alain Cavalier                    | Frankreich                                  | Vincent Lindon                                                             |
| Polisse                                                          | Maïwenn                           | Frankreich                                  | Karin Viard, Joeystarr, Marina Foïs                                        |
| Sleeping Beauty                                                  | Julia Leigh                       | Australien                                  | Emily Browning, Rachael Blake, Ewen Leslie                                 |
| La Source des femmes (The Source)                                | Radu Mihăileanu                   | Frankreich, Marokko, Belgien, Italien       | Leïla Bekhti, Hafsia Herzi, Hiam Abbass                                    |
| The Tree of Life                                                 | Terrence Malick                   | USA                                         | Brad Pitt, Sean Penn, Jessica Chastain                                     |
| Cheyenne – This Must Be the Place                                | Paolo Sorrentino                  | Italien, Frankreich, Irland                 | Sean Penn, Judd Hirsch, Eve Hewson                                         |
| We Need to Talk About Kevin                                      | Lynne Ramsay                      | Vereinigtes Königreich                      | Tilda Swinton, John C. Reilly, Ezra Miller                                 |

##### Außer Konkurrenz
Außer Konkurrenz wurden im Rahmen des Wettbewerbsprogramms folgende Filme vorgestellt:
- The Beaver – Regie: Jodie Foster (mit Jennifer Lawrence, Mel Gibson, Jodie Foster)
- Die Liebenden – von der Last, glücklich zu sein – Regie: Christophe Honoré (mit Catherine Deneuve, Chiara Mastroianni, Ludivine Sagnier) (Abschlussfilm)
- La Conquête – Regie: Xavier Durringer (mit Grégory Fitoussi, Hippolyte Girardot, Denis Podalydès)
- Midnight in Paris – Regie: Woody Allen (mit Rachel McAdams, Michael Sheen, Marion Cotillard) (Eröffnungsfilm)
- Pirates of the Caribbean – Fremde Gezeiten – Regie: Rob Marshall (mit Johnny Depp, Penélope Cruz, Geoffrey Rush)

#### Eklat um Lars von Trier

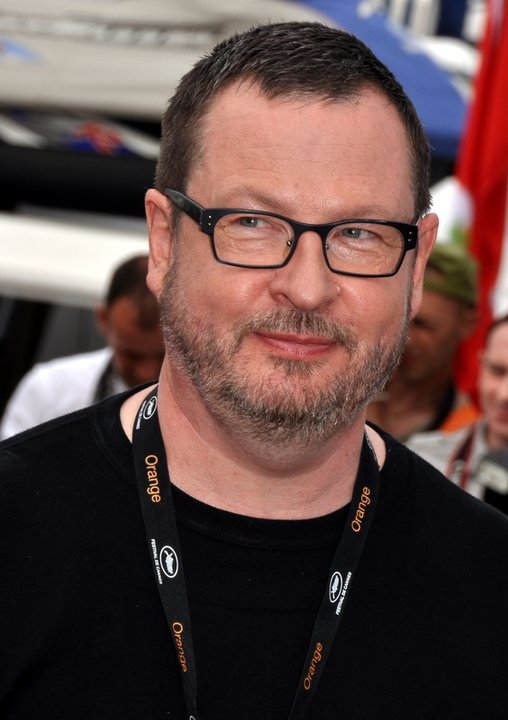
War zum neunten Mal im Wettbewerb vertreten: der Däne Lars von Trier (Melancholia)

Lars von Trier sorgte am achten Tag des Filmfestivals, am 18. Mai, für einen Eklat bei der offiziellen Pressekonferenz zu Melancholia. Nachdem er sich über den Einsatz der Musik Richard Wagners in seinem Film geäußert hatte, sprach ihn die Journalistin Kate Muir von The Times unter anderem auf deutsche Wurzeln und einen Gothic-Aspekt des Filmes sowie auf frühere Interview-Äußerungen über sein Interesse für „Nazi-Ästhetik“ an. In Hinblick auf die deutschen Vorfahren seines leiblichen Vaters gab von Trier daraufhin an, ein gewisses Verständnis für Adolf Hitler aufbringen zu können. Er sei aber nicht für den Zweiten Weltkrieg und nicht gegen Juden. Er sei sehr für Juden, jedoch nicht zu sehr, da Israel ein Ärgernis sei („pain in the ass“).
Nachdem er sich laut fragte, wie er wieder aus diesem Satz herauskommen könne, ergänzte von Trier mit Bezug auf Kunst auch, dass er Albert Speer möge („Albert Speer I liked.“) und fügte hinzu, dass er ein Nazi sei („Ok. I’m a Nazi“), was von Gelächter im Saal quittiert wurde. Weiterhin warf er zu einer weiteren Frage des Filmkritikers Peter Howard vom Toronto Star den Begriff „Endlösung für Journalisten“ („final solution with journalists“) ein.
Obwohl von Trier sich noch am selben Tag über seine Agentur von seinen Äußerungen distanzierte und entschuldigte und angab, von Journalisten provoziert worden zu sein, wurde ihm einen Tag später die Akkreditierung entzogen und von Trier vom Festival ausgeschlossen. Die Aussagen des Regisseurs seien nicht akzeptabel und tolerierbar und hätten im Widerspruch „zu den Idealen der Menschlichkeit und Großzügigkeit, die dieses Festival auszeichnen“, gestanden. Die Entscheidung erfolgte laut Angaben der Frankfurter Allgemeinen Zeitung im Verwaltungsrat des Festivals, in dem unter anderem staatliche und städtische Vertreter Mitglied sind, nicht einstimmig. Der Ausschluss richtete sich nur gegen von Trier als Person, nicht aber gegen seinen Film Melancholia, der weiterhin um Festivalpreise konkurrieren durfte.
Das US-amerikanische Branchenblatt The Hollywood Reporter mutmaßte noch vor von Triers Festivalausschluss, dass seine Aussagen zum „Karriere-Selbstmord“ geführt hätten, wären diese auf US-amerikanischem Boden gefallen. Gleichzeitig zog es den Vergleich zu früheren antisemitischen Äußerungen Mel Gibsons, der 2011 in Jodie Fosters Cannes-Beitrag The Beaver mitwirkte. Die deutschsprachige Fachkritik zeigte sich einen Tag nach dem Ausschluss von Triers gespalten und verwies auf den Ruf des Regisseurs als „Enfant terrible“. Laut Hanns-Georg Rodek (Die Welt) hat von Trier „die Grenzen marktüblicher Nazi-Exploitation überschritten“. Der Tagesspiegel urteilte, von Trier sei kein Antisemit, „aber sein verkrampftes Spiel mit dem Tabu hat doch etwas Antisemitisches.“ Ein „bizarrer Monolog“ war es nach Ansicht Daniel Kothenschultes (Frankfurter Rundschau). Bernd Graff (Süddeutsche Zeitung) nannte in einem Kommentar die Entscheidung der Festivalorganisation „unüberlegt“, Hannah Pilarczyk (Spiegel Online) bezeichnete sie als ein „Fehlurteil“. Katja Nicodemus (Die Zeit) nannte die Äußerungen „peinlich, dümmlich und geschmacklos“, verwies aber auch auf von Triers angeblichen „sarkastisch-ironischen Dauerzustand“ und darauf, dass auf der Pressekonferenz über die Antworten des Dänen gelacht wurde. Man solle die Äußerungen „nicht zu sehr hochkochen“. Gleichzeitig verwies Nicodemus auf den serbisch-französischen Regisseur Emir Kusturica, der als „serbischer Nationalist“ und „Karadžić-Verehrer“ die offizielle Nebensektion Un Certain Regard leitet. Dominik Kamalzadeh (Der Standard) bemerkte ebenso, dass von Trier mit einer Ironie operiere, „die nur auf ihn selbst gerichtet“ sei. Der „moralische Rigorismus“, mit dem man den Regisseur dafür abstrafte, wirke überzogen. Mit seiner Verbannung verleihe man den „dummen Provokationen“ nur ein zusätzliches Gewicht.
Die französische Tageszeitung Libération beurteilte die Aussagen als unverzeihliche „Dummheit“, während Manohla Dargis (The New York Times) von Trier ebenfalls als „dumm und gedankenlos“ beschrieb, aber nicht an eine nationalsozialistische Einstellung des Dänen glaubte. Ähnlich gespalten wurde von Triers Auftreten in seinem Heimatland Dänemark wahrgenommen. Peter Wivel von der dänischen Tageszeitung Politiken bemerkte in einer Zusammenfassung des Vorfalls, dass dänischer Humor im Ausland manchmal auf steinigen Boden falle. Die internationalen Medien seien nicht vertraut mit dem Humor von Triers gewesen. Peter Aalbæk Jensen, Executive Producer von Melancholia äußerte sich ähnlich: „Wir haben einen Regisseur, der versucht lustig zu sein, und er war es nicht. Er ist liebenswert und dumm …“ Die Chance, die Goldene Palme ein zweites Mal nach 2000 zu gewinnen, hatte von Trier nach Ansicht Jensens verwirkt. Dem gegenüber stand ein Kommentar der größten dänischen Zeitung Jyllands-Posten, der auch von der Frankfurter Allgemeinen Zeitung abgedruckt wurde: „Mit der Entscheidung des Filmfestivals in Cannes, Lars von Trier zur unerwünschten Person zu erklären, ist eine befreiende Grenze gezogen worden. Sie signalisiert, dass es selbst für sogenannte Genies eine Grenze gibt … Man kann nur mutmaßen, dass er seinen Nazi-Unsinn für gute Filmreklame gehalten hat. Hoffentlich war es dies am Ende auch nicht, obwohl man darauf bauen muss, dass Triers neuer Film ausschließlich unter künstlerischen Gesichtspunkten bewertet wird. Unabhängig von seinem Schöpfer, der wohl in der Vorstellung lebt, dass er alles darf und mit allem durchkommt.“
In einem Interview mit Spiegel Online versuchte sich von Trier zu rechtfertigen und wehrte sich gegen den Vergleich zu Mel Gibson. Er hätte sich als „Nazi“ bezeichnet, da dies ein in der dänischen Umgangssprache gebräuchliches Synonym für Menschen mit deutscher Abstammung sei. Als Däne habe er geglaubt, über das Thema offener sprechen zu können. Seine Aussagen bezeichnete er rückblickend als „falsch“ und „dumm“.
In einem weiteren Interview mit dem Magazin Der Spiegel (39/11) erklärte von Trier die Situation der Pressekonferenz. „Das Problem der Pressekonferenz in Cannes war: Als ich sagte, ich sei ein Nazi, hat keiner gefragt, wie ich das meine. Dann hätte ich erklären können, dass ich glaube, dass in jedem von uns ein kleiner Nazi steckt. Diese Erklärung fehlte. Ich dachte, ich spreche zu Leuten, die mich kennen. Ich habe zu spät verstanden, dass ich zur ganzen Welt sprach.“ Und ferner: „Jeder von uns kennt in seinem kleinen Leben das Gefühl von Skrupellosigkeit. Deswegen wäre es verlogen zu behaupten, wir würden die Skrupellosigkeit Hitlers nicht verstehen. Dabei ist es doch gerade wichtig, dass wir ihn als menschliches Wesen begreifen.“
Der Vorfall führte zu Abbestellungen des Films Melancholia seitens israelischer und argentinischer Filmverleiher.
Anfang Oktober 2011 wurde von Trier erstmals von der dänischen Polizei wegen seiner umstrittenen Äußerungen vernommen. Ihm droht nach eigenen Angaben eine Anklage wegen der Verharmlosung von Kriegsverbrechen.

### Un Certain Regard

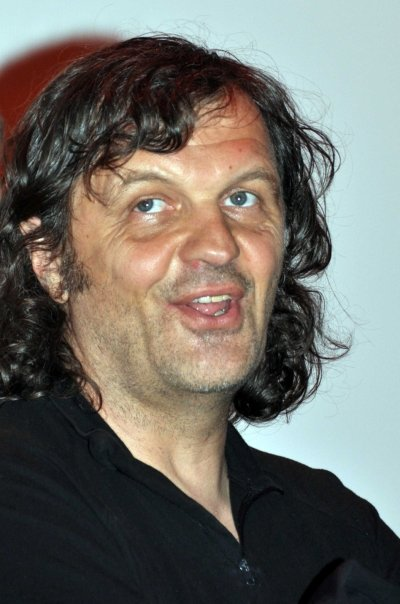
Emir Kusturica, Jurypräsident der Reihe Un Certain Regard

In der Reihe Un Certain Regard (dt. „Ein gewisser Blick“) werden vornehmlich Werke von wenig bekannten Filmemachern gezeigt, die mit einem mit 30.000 Euro dotierten Preis ausgezeichnet werden. Die diesjährige Jury stand unter der Leitung des serbisch-französischen Filmemachers Emir Kusturica (Gewinner der Goldenen Palme 1985 und 1995). Weitere Jurymitglieder waren die französische Schauspielerin Élodie Bouchez (Darstellerpreis 1998), der britische Filmkritiker Peter Bradshaw (The Guardian), der US-Amerikaner Goeffrey Gilmore (Kreativ-Mitarbeiter bei Tribeca Enterprises) und die mexikanische Festivalchefin Daniela Michel (Morelia Festival).
In die offizielle Auswahl gelangte der deutsche Beitrag Halt auf freier Strecke von Andreas Dresen. Der Regisseur hatte bereits 2008 für Wolke 9 eine Einladung in diese Sektion erhalten und gewann gemeinsam mit Kim Ki-duks Arirang den Hauptpreis Prix Un Certain Regard. Eröffnet wurde die Reihe mit dem Liebesdrama Restless von Gus Van Sant. Als Abschlussfilm wurde Elena von Andrei Swjaginzew ausgewählt. Am 7. Mai 2011 war die Aufnahme von Mohammad Rasulofs Bé omid é didar (Good Bye) bekanntgegeben worden. Der gemeinsam mit Jafar Panahi im Iran inhaftierte Regisseur erzählt ähnlich wie Asghar Farhadis auf der Berlinale 2011 ausgezeichneter Nader und Simin – Eine Trennung von einer jungen Rechtsanwältin in Tehran, die versucht, ein Ausreisevisum zu erhalten. Die Dreharbeiten hatten im Winter 2010/11 stattgefunden. Während des Filmfestivals wurde das gegen Rasoulof verhängte Ausreiseverbot aufgehoben, allerdings erst, nachdem sein Film bereits vorgestellt worden war. Der Film wurde mit dem Regiepreis der Sektion ausgezeichnet.
| Film                                                      | Regie                     | Land                                     | Darsteller (Auswahl)                                                   |
| --------------------------------------------------------- | ------------------------- | ---------------------------------------- | ---------------------------------------------------------------------- |
| Arirang                                                   | Kim Ki-duk                | Südkorea                                 | Kim Ki-duk                                                             |
| Bé omid é didar (Good Bye)                                | Mohammad Rasulof          | Iran                                     | Leyla Zareh                                                            |
| Bonsái (Bonsaï)                                           | Christián Jiménez         | Chile, Frankreich, Argentinien, Portugal | Diego Noguera, Nathalia Galgani, Gabriela Arancibia                    |
| The Day He Arrives                                        | Hong Sang-soo             | Südkorea                                 | Yu Jun-sang, Kim Sang-joong                                            |
| Elena                                                     | Andrei Swjaginzew         | Russland                                 | Andrei Smirnow, Nadeschda Markina                                      |
| Et maintenant, on va où?                                  | Nadine Labaki             | Libanon, Frankreich                      | Nadine Labaki, Claude Msawbaa, Layla Hakim                             |
| Der Aufsteiger (L’Exercice de l’État)                     | Pierre Schöller           | Frankreich                               | Olivier Gourmet, Michel Blanc, Zabou Breitman                          |
| Halt auf freier Strecke                                   | Andreas Dresen            | Deutschland                              | Milan Peschel, Steffi Kühnert, Bernhard Schütz                         |
| Hors Satan                                                | Bruno Dumont              | Frankreich                               | David Dewaele, Alexandra Lematre, Aurore Broutin                       |
| Loverboy                                                  | Catalin Mitulescu         | Rumänien, Schweden, Serbien              | George Piștereanu, Ada Condeescu                                       |
| Martha Marcy May Marlene                                  | Sean Durkin               | USA                                      | Elizabeth Olsen, John Hawkes, Sarah Paulson                            |
| Miss Bala                                                 | Gerardo Naranjo           | Mexiko                                   | Stephanie Sigman, Noé Hernández, James Russo                           |
| The Murderer (The Yellow Sea)                             | Na Hong-jin               | Südkorea                                 | Kim Yun-seok, Ha Jung-woo                                              |
| Der Schnee am Kilimandscharo (Les neiges du Kilimandjaro) | Robert Guédiguian         | Frankreich                               | Ariane Ascaride, Jean-Pierre Darroussin, Gérard Meylan                 |
| Okhotnik (The Hunter)                                     | Bakur Bakuradse           | Russland                                 | Michail Barskowitsch, Tatjana Schapowalowa, Gera Awdotschenok          |
| Oslo, 31. August                                          | Joachim Trier             | Norwegen                                 | Anders Danielsen Lie, Johanne Kjellevik Ledang, Kjærsti Odden Skjeldal |
| Restless                                                  | Gus Van Sant              | USA                                      | Mia Wasikowska, Henry Hopper, Ryō Kase                                 |
| Skoonheid                                                 | Oliver Hermanus           | Südafrika, Frankreich                    | Deon Lotz, Charlie Keegan, Michelle Scott                              |
| Tatsumi                                                   | Eric Khoo                 | Singapur, Indonesien                     | Animationsfilm                                                         |
| Toomelah                                                  | Ivan Sen                  | Australien                               | Daniel Conners, Christopher Edwards, Michael Conners                   |
| Trabalhar Cansa                                           | Marco Dutra Juliana Rojas | Brasilien                                | Helena Albergaria, Marat Descartes, Naloana Lima                       |

### Kurzfilmwettbewerb

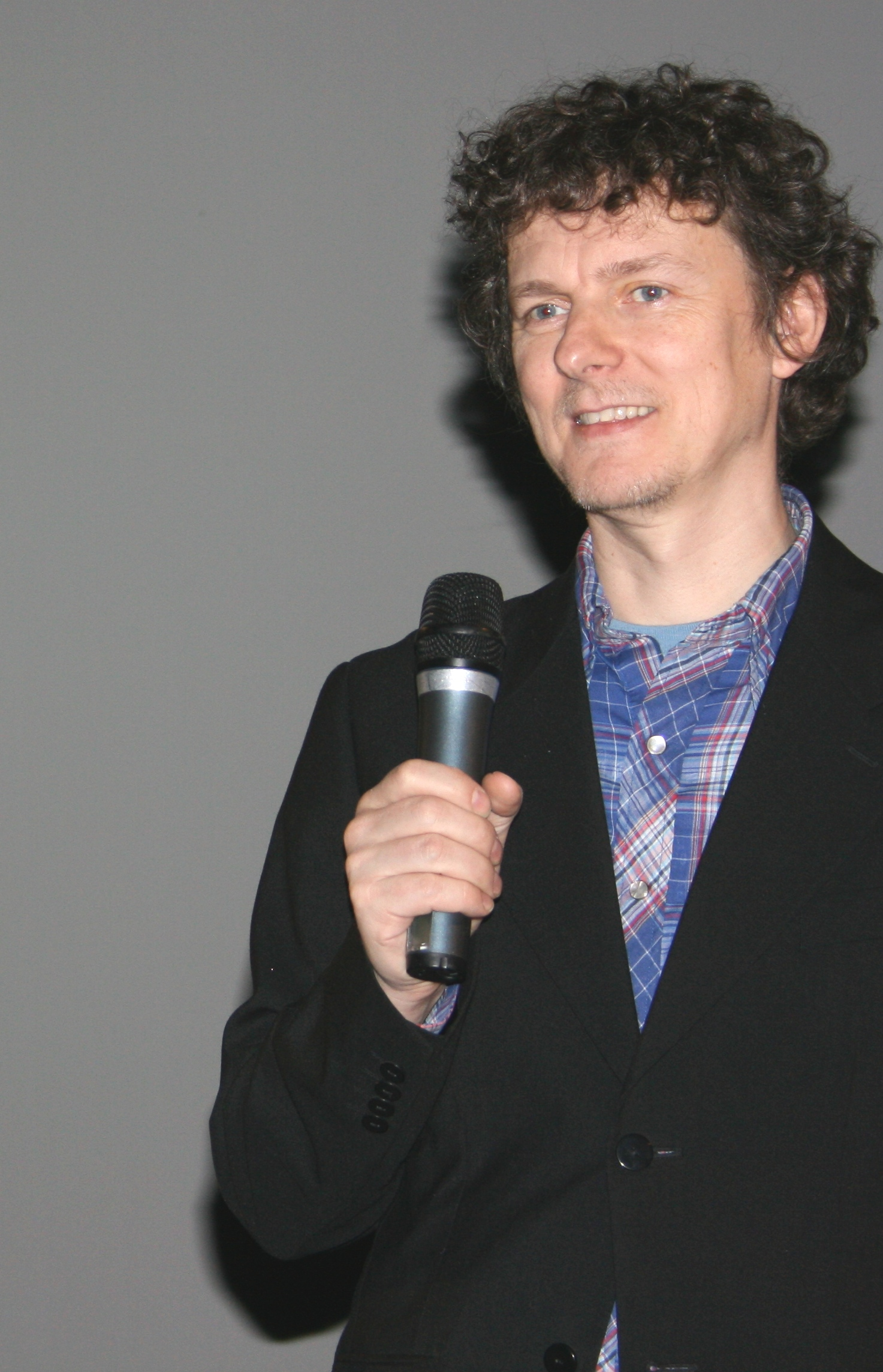
Michel Gondry, Jurypräsident des Kurzfilmwettbewerbs und der Reihe Cinéfondation

Der Jury des Kurzfilmwettbewerbs, in dem ebenfalls eine Goldene Palme vergeben wurde, stand der französische Filmregisseur Michel Gondry vor. Weitere Jurymitglieder waren die französische Schauspielerin Julie Gayet und die Filmregisseure Jessica Hausner (Österreich), Corneliu Porumboiu (Rumänien) und João Pedro Rodrigues (Portugal). Das Programm wurde am 18. April veröffentlicht.
| Film          | Regie             | Land        | Länge (in min.) |
| ------------- | ----------------- | ----------- | --------------- |
| Badpakje      | Wannes Destoop    | Belgien     | 15’             |
| Bear          | Nash Edgerton     | Australien  | 8’              |
| Ce n’est rien | Nicolas Roy       | Kanada      | 11’             |
| Cross         | Maryna Wroda      | Frankreich  | 14’             |
| Ghost         | Ma Dahci          | Südkorea    | 10’             |
| Kjøttsår      | Lisa Marie Gamlem | Norwegen    | 11’             |
| Meathead      | Sam Holst         | Neuseeland  | 10’             |
| Paternal Womb | Megumi Tazaki     | Japan       | 15’             |
| Soy Tan Feliz | Vladimir Durán    | Argentinien | 14’             |

### Cinéfondation
Für die 1998 ins Leben gerufene Reihe Cinéfondation werden Kurzfilmarbeiten aus der ganzen Welt ausgewählt, darunter sowohl Animations- als auch Realfilme. Das Programm hilft jungen Filmstudenten bei der Förderung und Fertigstellung ihrer Projekte. 2011 wurden 1589 Filme von 360 Filmhochschulen aus 82 Ländern eingereicht. 16 Filme aus elf Ländern, darunter zwei Animationsfilme, wurden ausgewählt. Während erstmals ein italienischer Beitrag vertreten war, stammten von deutschen Filmhochschulen Der Brief von Doroteya Droumeva und Der Wechselbalg von Maria Steinmetz. Erstgenannter Film erhielt den Hauptpreis.
Als Jury fungierte die Kurzfilmjury um Michel Gondry, die am 20. Mai Preise an die besten drei Wettbewerbsbeiträge vergab.
| Film                                         | Regie                             | Land (Hochschule)                                        | Länge (in min.) |
| -------------------------------------------- | --------------------------------- | -------------------------------------------------------- | --------------- |
| A Viagem (The Trip)                          | Simão Cayatte                     | USA (Columbia University)                                | 19’             |
| The Agony and Sweat of the Human Spirit      | D. Jesse Damazo Joe Bookman       | USA (University of Iowa)                                 | 15’             |
| Befetach Beity (On My Doorstep)              | Anat Costi                        | Israel (Bezalel Academy)                                 | 6’              |
| Bento Monogatari (Lunchbox Story)            | Pieter Dirkx                      | Belgien (Sint-Lukas University)                          | 27’             |
| Big Muddy                                    | Jefferson Moneo                   | USA (Columbia University)                                | 15’             |
| Cagey Tigers                                 | Aramisova                         | Tschechische Republik (FAMU)                             | 23’             |
| Der Brief (The Letter)                       | Doroteya Droumeva                 | Deutschland (dffb)                                       | 30’             |
| Drari                                        | Kamal Lazraq                      | Frankreich (La fémis)                                    | 39’             |
| Duelo antes da Noite (Duel Before Nightfall) | Alice Furtado                     | Brasilien (Universidade Federal Fluminense)              | 20’             |
| L’estate che non viene (Till Summer Comes)   | Pasquale Marino                   | Italien (Centro Sperimentale di Cinematografia)          | 17’             |
| La Fiesta de Casamiento (The Wedding Party)  | Gastón Margolin Martin Morgenfeld | Argentinien (Universidad del Cine)                       | 19’             |
| Al Martha Lauf (Martha Must Fly)             | Ma'ayan Rypp                      | Israel (Universität Tel Aviv)                            | 26’             |
| Salsipuedes                                  | Mariano Luque                     | Argentinien (Universidad Nacional de Córdoba, Argentina) | 44’             |
| Suu et Uchikawa (Suu and Uchikawa)           | Nathanael Carton                  | Singapur (NYU Asia)                                      | 11’             |
| Der Wechselbalg (Changeling)                 | Maria Steinmetz                   | Deutschland (HFF „Konrad Wolf“)                          | 8’              |
| Ya-Gan-Bi-Hang (Fly by Night)                | Son Tae-gyum                      | Südkorea (Chung-Ang University)                          | 21’             |

## Nebenreihen

### Semaine de la critique
Parallel zur Vergabe der Goldenen Palme widmete sich die seit 1962 bestehende Nebensektion Semaine de la critique (bis 2007 Semaine internationale de la critique) der Entdeckung neuer Talente. Ausgerichtet vom Syndicat français de la critique de cinéma konkurrieren ausschließlich Erstlingsfilme oder Zweitwerke junger Regisseure. Der Wettbewerb umfasste in der Vergangenheit stets sieben Spielfilme und sieben Kurzfilmarbeiten, die seit 1990 mit verschiedenen Preisen ausgezeichnet werden. 2011 wurde die Anzahl der Kurzfilme auf elf erhöht. Begleitet wurde die „internationale Kritikerwoche“ von Sonderaufführungen zahlreicher weiterer Kurzfilme.
Eröffnet wurde die diesjährige 50. Semaine internationale de la critique mit einer Sondervorführung von Valérie Donzellis Spielfilm Das Leben gehört uns und endet mit Pourquoi tu pleures?, einem Spielfilm von Katia Lewcowisz.

#### Spielfilme
| Film                                            | Regie                         | Land                  | Darsteller (Auswahl)                                   |
| ----------------------------------------------- | ----------------------------- | --------------------- | ------------------------------------------------------ |
| Las Acacias                                     | Pablo Giorgelli               | Argentinien, Spanien  | German de Silva, Hebe Duarte, Nayra Calle Mamani       |
| Avé                                             | Konstantin Boschanow          | Bulgarien, Frankreich | Anschela Nedjalkowa, Owanes Torossjan, Martin Brambach |
| 17 Filles                                       | Delphine Coulin Muriel Coulin | Frankreich            | Louise Grinberg, Juliette Darche, Roxane Duran         |
| Hanotenet (The Slut)                            | Hagar Ben Asher               | Israel, Deutschland   | Hagar Ben Asher, Ishai Golan, Icho Avital              |
| Sauna on Moon                                   | Zou Peng                      | Volksrepublik China   | Wu Yuchi, Yang Xiaomin, Lei Ting                       |
| Die Morde von Snowtown (Les Crimes de Snowtown) | Justin Kurzel                 | Australien            | Lucas Pittaway, Daniel Henshall, Louise Harris         |
| Take Shelter                                    | Jeff Nichols                  | USA                   | Michael Shannon, Jessica Chastain, Tove Stewart        |

#### Kurzfilme
| Film | Regie                | Land                 | Länge (in min.) |
| --- | -------------------- | -------------------- | --------------- |
| Alexis Ivanovitch vous êtes mon héros                                                                       | Guillaume Gouix      | Frankreich           | 20’             |
| Black Moon                                                                                                  | Amie Siegel          | USA                  | 15’             |
| Blue | Stephen Kang         | Neuseeland           | 14’             |
| Boy | Topaz Adizes         | USA                  | 9’              |
| Bul-Myul-Ui-Sa-Na-le (Finis Operis)                                                                         | Moon Byoung-gon      | Südkorea             | 7’              |
| Dimanches                                                                                                   | Valéry Rosier        | Belgien              | 16’             |
| In Front of the House                                                                                       | Lee Tae-ho           | Südkorea             | 14’             |
| La inviolabilidad del domicilio se basa en el hombre que aparece empunando un hacha en la puerta de su casa | Alex Piperno         | Uruguay, Argentinien | 7’              |
| Junior | Julia Ducournau      | Frankreich           | 20’             |
| Permanências                                                                                                | Ricardo Alves Júnior | Brasilien            | 34’             |

### Quinzaine des réalisateurs
Die Nebenreihe Quinzaine des Réalisateurs (dt.: „Zwei Wochen der Regisseure“) wurde 1969 in Anlehnung an die ein Jahr zuvor stattgefundenen Maiunruhen ins Leben gerufen und wird von der Société des réalisateurs de films (SRF) organisiert. Gezeigt werden Langfilme (Dokumentar- und Spielfilme) sowie eine Vielzahl an Kurzfilmen aus aller Welt, ohne dass ein Preis vergeben wird.

#### Langfilme
| Film                                    | Regie                                  | Land                                                 | Darsteller (Auswahl)                                              |
| --------------------------------------- | -------------------------------------- | ---------------------------------------------------- | ----------------------------------------------------------------- |
| Après le sud                            | Jean-Jacques Jauffret                  | Frankreich                                           | Adèle Haenel, Sylvie Lachat, Ulysse Grosjean                      |
| Atmen (Breathing)                       | Karl Markovics                         | Österreich                                           | Jack Gleeson, David Wilmot, Austin Moulton                        |
| Blue Bird                               | Gust Van den Berghe                    | Belgien                                              | Bafiokadié Potey, Téné Potey, Nanty Libéria Bani                  |
| Busong (Palawan Destin)                 | Auraeus Solito                         | Philippinen                                          | Alessandra de Rossi, Clifford Banagale, Rodrigo Santikan          |
| Chatrak                                 | Vimukthi Jayasundara                   | Frankreich, Indien                                   | Paoli Dam, Sudip Mukherjee, Tómas Lemarquis                       |
| Code Blue                               | Urszula Antoniak                       | Niederlande, Dänemark                                | Bien de Moor, Lars Eidinger                                       |
| Corpo Celeste                           | Alice Rohrwacher                       | Italien, Schweiz, Frankreich                         | Yle Vianello, Salvatore Cantalupo, Pasqualina Scuncia             |
| Eldfjall (Volcano)                      | Rúnar Rúnarsson                        | Dänemark, Island                                     | Theódór Júlíusson, Margrét Helga Jóhannsdóttir                    |
| La Fée                                  | Dominique Abel Bruno Romy Fiona Gordon | Frankreich, Belgien                                  | Dominique Abel, Fiona Gordon, Bruno Romy                          |
| La Fin du silence                       | Roland Edzard                          | Frankreich                                           | Marianne Basler, Carlo Brandt, Franck Falise, Thierry Frémont     |
| En Ville (Iris in Bloom)                | Valérie Mréjen Bertrand Schefer        | Frankreich                                           | Lola Créton, Stanislas Merhar, Adèle Haenel                       |
| Kleine Riesen (Les géants)              | Bouli Lanners                          | Belgien, Frankreich, Luxemburg                       | Zacharie Chasseriaud, Martin Nissen, Paul Bartel                  |
| Impardonnables                          | André Téchiné                          | Frankreich                                           | André Dussollier, Carole Bouquet, Mélanie Thierry                 |
| The Island                              | Kamen Kalew                            | Bulgarien, Schweden                                  | Thure Lindhardt, Laetitia Casta, Bojka Welkowa                    |
| Jeanne captive (The Silence of Joan)    | Philippe Ramos                         | Frankreich                                           | Clémence Poésy, Thierry Frémont, Liam Cunningham, Mathieu Amalric |
| O Abismo prateado (La Falaise argentée) | Karim Aïnouz                           | Brasilien                                            | Alessandra Negrini                                                |
| The Other Side Of Sleep                 | Rebecca Daly                           | Niederlande, Ungarn, Irland                          | Antonia Campbell-Hughes, Sam Keeley, Vicky Joyce                  |
| Play – Nur ein Spiel? (Play)            | Ruben Östlund                          | Schweden, Frankreich, Dänemark                       |                                                                   |
| Porfirio                                | Alejandro Landes                       | Kolumbien, Spanien, Uruguay, Argentinien, Frankreich | Porfirio Ramírez, Aldana Jarlinsson, Ramírez Reinoso              |
| Return                                  | Liza Johnson                           | Vereinigte Staaten                                   | Linda Cardellini, Michael Shannon, John Slattery                  |
| Nachts in Tanger (Sur la planche)       | Leïla Kilani                           | Marokko, Frankreich, Deutschland                     | Soufia Issam, Mouna Bahmad, Nouzha Akel, Sara Bitioul             |

#### Kurzfilme
| Film                                      | Regie            | Land                   | Länge (in min.) |
| ----------------------------------------- | ---------------- | ---------------------- | --------------- |
| Armand 15 ans l’été                       | Blaise Harrison  | Frankreich             | 50'             |
| Bielutin – Dans le jardin du temps        | Clément Cogitore | Frankreich             | 30'             |
| Boro In The Box                           | Bertrand Mandico | Frankreich             | 40'             |
| Cigarette at Night                        | Duane Hopkins    | Vereinigtes Königreich | 5'              |
| La Conduite de la Raison                  | Aliocha          | Frankreich             | 21'             |
| Csicska                                   | Attila Till      | Ungarn                 | 20'             |
| Demain, ça sera bien                      | Pauline Gay      | Frankreich             | 16'             |
| Fourplay: Tampa                           | Kyle Henry       | USA                    | 17'             |
| Killing the Chickens to Scare the Monkeys | Jens Assur       | Schweden, Thailand     | 23'             |
| Las Palmas                                | Johannes Nyholm  | Schweden               | 13'             |
| Mila Caos                                 | Simon Paetau     | Deutschland, Kuba      | 18'             |
| Nuvem                                     | Basil da Cunha   | Portugal, Schweiz      | 30'             |
| Le Songe de Poliphile                     | Camille Henrot   | Frankreich             | 10'             |
| Yeke Varune                               | Shahrbanoo Sadat | Afghanistan            | 10'             |

## Caméra d’Or

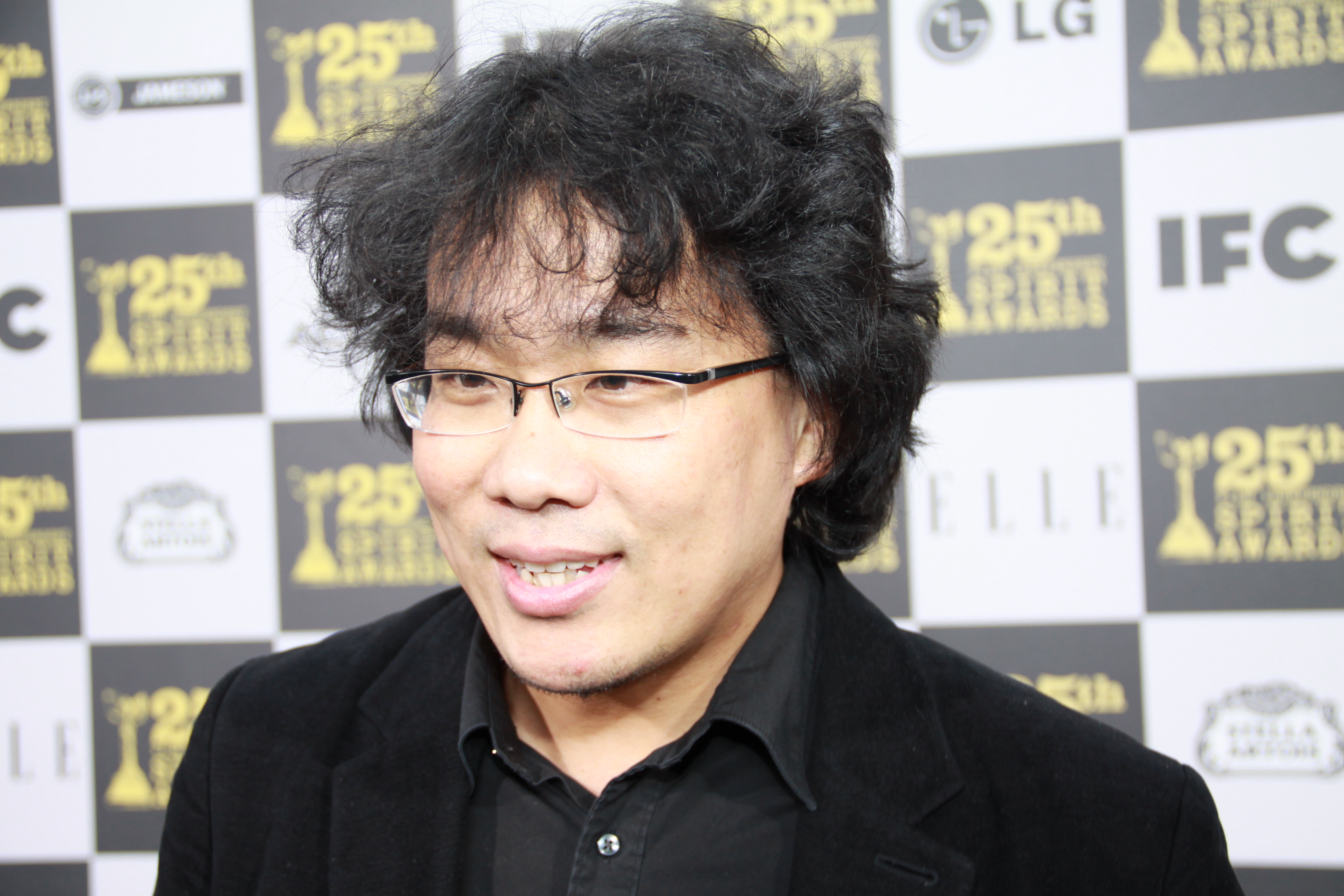
Bong Joon-ho vergibt den Preis für den besten Debütfilm des Festivals

Mit der Caméra d’Or (Goldene Kamera) wird seit 1978 der beste Debütfilm eines Regisseurs ausgezeichnet, unabhängig in welcher Sektion dieser vertreten ist. Der internationalen Jury stand dieses Jahr der südkoreanische Regisseur Bong Joon-ho vor. Unterstützt wurde er von den Jurymitgliedern Danièle Heymann (Filmkritikerin, Frankreich), Eva Vezer (Leiterin der ungarischen Filmunion, „Magyar Filmunio“), dem Kameramann Robert Alazraki, Daniel Colland (Manager der Cinedia Laboratoires), dem Regisseur Jacques Maillot und dem Filmkritiker Alex Masson (Syndicat Français de la Critique de Cinéma). Ausgezeichnet wurde der argentinisch-spanische Beitrag Las Acacias von Pablo Giorgelli, der in der Sektion Semaine internationale de la critique gezeigt wurde. Der Film erzählt die Geschichte eines Lastwagenfahrers, der zwischen Asunción und Buenos Aires unterwegs ist und von einer ihm unbekannten Mutter mit Säugling begleitet wird.

## Preisträger

### Offizielle Auswahl
Wettbewerb
| Kategorie | Preisträger                                                                                               |
| --- | --- |
| Goldene Palme für den besten Film (präsentiert von Jane Fonda, Bekanntgabe des Preisträgers durch Jurypräsident Robert De Niro) | The Tree of Life – Regie: Terrence Malick                                                                 |
| Großer Preis der Jury (präsentiert von Emir Kusturica, Bekanntgabe durch De Niro)                                               | Bir Zamanlar Anadolu`da – Regie: Nuri Bilge Ceylan Le Gamin au Vélo – Regie: Jean-Pierre und Luc Dardenne |
| Beste Regie (präsentiert von Nicole Garcia, Bekanntgabe durch De Niro)                                                          | Nicolas Winding Refn (Drive)                                                                              |
| Bestes Drehbuch (präsentiert von Rosario Dawson, Bekanntgabe durch De Niro)                                                     | Joseph Cedar (Hearat Shulayim)                                                                            |
| Beste Darstellerin (präsentiert von Édgar Ramírez, Bekanntgabe durch De Niro)                                                   | Kirsten Dunst (Melancholia)                                                                               |
| Bester Darsteller (präsentiert von Catherine Deneuve, Bekanntgabe durch De Niro)                                                | Jean Dujardin (The Artist)                                                                                |
| Preis der Jury (präsentiert von Chiara Mastroianni, Bekanntgabe durch De Niro)                                                  | Polisse – Regie: Maïwenn                                                                                  |

| Kategorie                                                                                               | Preisträger                          |
| --- | ------------------------------------ |
| Goldene Palme für den besten Kurzfilm (präsentiert von Ludivine Sagnier und Michel Gondry)              | Cross – Regie: Maryna Wroda          |
| Jurypreis (präsentiert von Ludivine Sagnier und Michel Gondry)                                          | Badpakje 46 – Regie: Wannes Destoop  |
| Goldene Kamera (Caméra d’Or) für den besten Debütfilm (präsentiert von Marisa Paredes und Bong Joon-ho) | Las Acacias – Regie: Pablo Giorgelli |

- Ehrenpreis (Palme d’honneur): Bernardo Bertolucci

Un Certain Regard
- Hauptpreis: Halt auf freier Strecke – Regie: Andreas Dresen und Arirang – Regie: Kim Ki-duk
- Sonderpreis der Jury: Elena – Regie: Andrei Swjaginzew
- Regiepreis: Mohammad Rasulof (Bé omid é didar)

Cinéfondation
1. Preis: Der Brief – Regie: Doroteya Droumeva
2. Preis: Drari – Regie: Kamal Lazraq
3. Preis: YA-GAN-BI-HANG (Fly by Night) – Regie: Son Tae-gyum

Semaine de la critique
- Grand Prix Nespresso de la Semaine de la Critique: Take Shelter – Ein Sturm zieht auf (Take Shelter) – Regie: Jeff Nichols
- Lobende Erwähnung: Die Morde von Snowtown – Regie: Justin Kurzel
- Grand Prix Canal+ du court métrage: Blue – Regie: Stephan Kang

Quinzaine des réalisateurs (in dieser Sektion wird kein Hauptpreis vergeben)
- Art Cinema Award: Kleine Riesen (Les géants) – Regie: Bouli Lanners
- Prix SACD (bester französischsprachiger Film): Kleine Riesen (Les géants) – Regie: Bouli Lanners
- Label Europa Award (verbunden mit einer garantierten Kinoauswertung in Europa): Atmen – Regie: Karl Markovics

Weitere Preise
- FIPRESCI-Preis: Le Havre – Regie: Aki Kaurismäki[50]
- Preis der Ökumenischen Jury: Cheyenne – This Must Be the Place – Regie: Paolo Sorrentino

## Weitere Filme und Programmpunkte

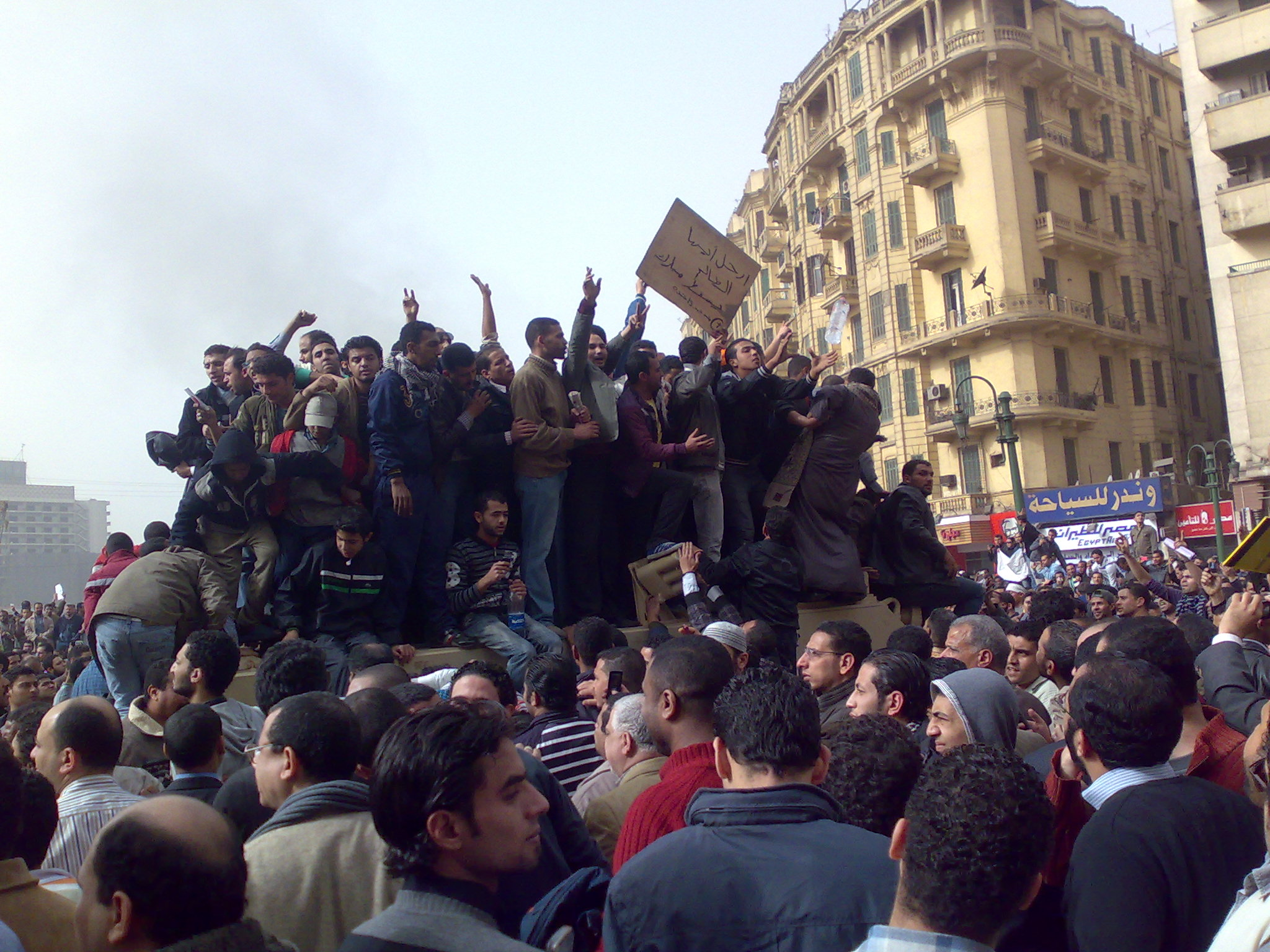
Demonstration in Ägypten (Januar 2011)

Im Rahmen eines Galaabends am 17. Mai wurde der französische Schauspieler Jean-Paul Belmondo geehrt. Einher ging diese Ehrung mit der Premiere von Vincent Perrots und Jeff Domenechs Dokumentarfilm Belmondo, Itinéraire… (englischsprachiger Titel: Belmondo, The Career).
In der Reihe Cannes Classics werden neu restaurierte Filme wiederaufgeführt. Neben einer durch Universal Pictures restaurierten Fassung von Jerry Schatzbergs Puzzle of a Downfall Child (1970) war am 19. Mai eine restaurierte Kopie von Stanley Kubricks Uhrwerk Orange (1971) durch Warner Bros. zu sehen. An der Premiere nahm Hauptdarsteller Malcolm McDowell teil, der einen Tag später im Rahmen der Aufführung des Dokumentarfilms Il était une fois Orange Mécanique von Antoine de Gaudemar und Michel Ciment auch eine Leçon de cinéma abhielt. Das vollständige Cannes-Classics-Programm wurde am 22. April bekanntgegeben. Weitere Regiearbeiten von unter anderem Bernardo Bertolucci (Der große Irrtum, 1970), Marcel Carné (Kinder des Olymp, 1943/45), Rainer Werner Fassbinder (Despair – Eine Reise ins Licht, 1978), Georges Méliès (Die Reise zum Mond, 1902), Elio Petri (Trauen Sie Alfredo einen Mord zu?, 1961), Jean-Paul Rappeneau (Die schönen Wilden, 1975) und  Roberto Rossellini (Die Maschine, die die Bösen tötet, 1948) wurden gezeigt.
Am 28. April gab die Festivalleitung bekannt, dass man ab 2011 alljährlich ein Gastland in Cannes begrüßen werde. Bei der 64. Auflage war dies Ägypten. Anfang des Jahres 2011 war es dort auch mit Einsatz Neuer Medien zu Massenprotesten gekommen, die in den Rücktritt des Präsidenten Husni Mubarak mündeten. Die Ehrung an das ägyptische Kino fand am 18. Mai mit der Vorführung von zehn Kurzfilmen unter dem gemeinsamen Titel 18 jours und einem anschließenden offiziellen Essen mit dem ägyptischen Kulturminister und dem ägyptischen Botschafter in Frankreich statt. Die Filme waren in den Tagen der Proteste entstanden. Ebenfalls wurden eine restaurierte Fassung von Hussein Kamals Al Bostagui (1968) in der Sektion Cannes Classics und Sameh Abdel Aziz’ Le Cri d’une fourmi (2011) im Cinéma de la Plage gezeigt. Außerdem fand ein Musikkonzert der ägyptischen Musiker West El Balad statt, die die Fête des Sélections am 18. Mai eröffnete sowie eine Sondervorführung von Plus jamais peur des Tunesiers Mourad Ben Cheikh. Dabei handelt es sich um einen Dokumentarfilm über die Revolution in Tunesien 2010/2011.

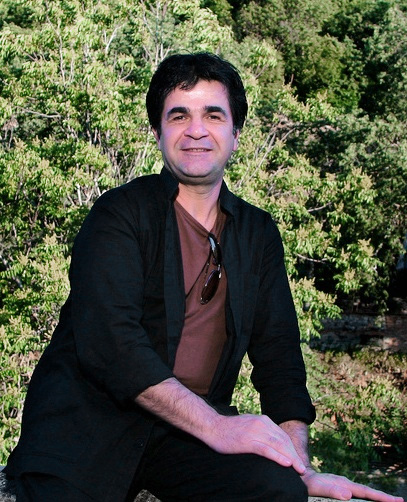
Jafar Panahi (2007)

Am 7. Mai 2011, wenige Tage vor Festivalbeginn, wurde bekanntgegeben, dass Jafar Panahis und Mojtaba Mirtahmasbs Dies ist kein Film (This is not a Film) und Mohammad Rasulofs Bé omid é didar (Good Bye) uraufgeführt werden würde. Die Iraner Panahi und Rasoulof waren im Frühjahr 2010 in ihrem Heimatland inhaftiert und im Dezember 2010 vom Islamischen Revolutionsgericht in Teheran zu einer mehrjährigen Haftstrafe und Berufsverbot verurteilt worden. Im Mai 2010 hatte die Festivalleitung Panahi trotz seiner Inhaftierung als Mitglied der Wettbewerbsjury berufen. Ein leerer Stuhl während der Eröffnungsfeier erinnerte an den iranischen Filmemacher. Das konkurrierende deutsche Filmfestival Berlinale hatte im Frühjahr 2011 ebenfalls erfolglos versucht, Panahi als Jurymitglied zu gewinnen und hatte ihm eine Retrospektive gewidmet. Der 75-minütige In Film Nist wurde während einer Sonderaufführung am 20. Mai gezeigt. Inhalt ist ein Tag im Leben Panahis kurz vor dem altiranischen Neujahrs- und Frühlingsfest Nouruz, der über Monate auf sein Urteil warten musste. Unterstützt wurde er durch den Dokumentarfilmer und früheren Regieassistenten Mojtaba Mirtahmasb. Mohammad Rasulofs Bé omid é didar wurde in die Sektion Un Certain Regard aufgenommen und wurde dort am 14. Mai uraufgeführt.
Parallel zum Festival fand vom 11. bis 20. Mai der Filmmarkt von Cannes (frz.: Marché du film) statt. Dieser gilt als wichtigster Treffpunkt von Fachleuten der Filmindustrie aus aller Welt und gleichzeitig als größter seiner Art. Zehn Tage lang wurden auf der Veranstaltung Filmrechte gekauft und veräußert, Fernsehrechte vertrieben und Koproduzenten für zukünftige Projekte gewonnen. 2011 wurden zehn Prozent mehr Registrierungen im Vergleich zum Vorjahr verzeichnet und zum 14. April 3000 Unternehmen aus circa 100 Ländern gezählt. 1200 Vorführungen sollten veranstaltet werden. Erstmals waren auch Produktionen aus Bangladesch, Georgien und Puerto Rico angekündigt worden.